# MÚSECA

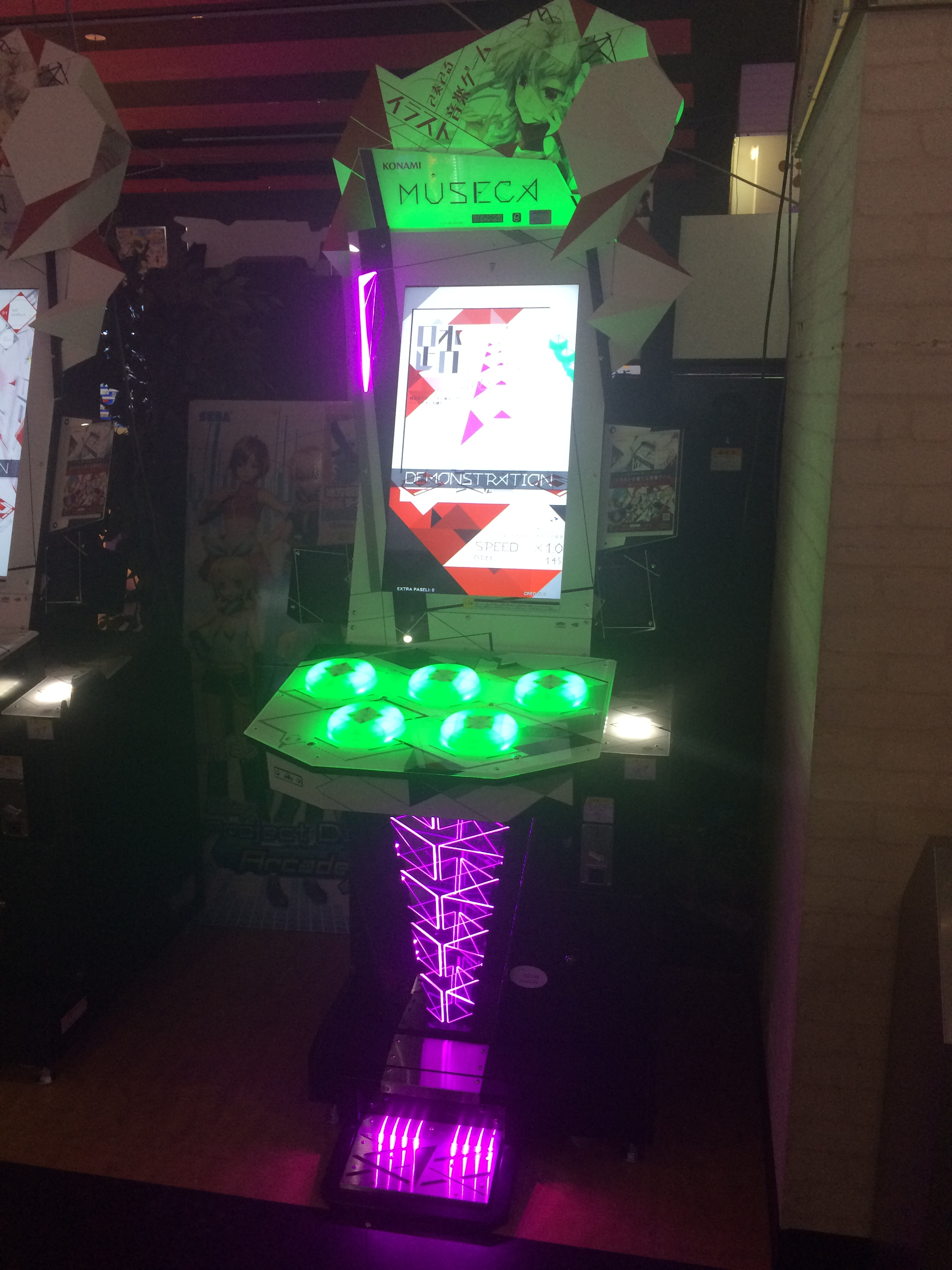
가동중인 뮤제카 기기.

MÚSECA는 2015년 12월 10일 코나미 디지털 엔터테인먼트에서 발매한 리듬 게임이다. 비마니 시리즈의 일부이다. 발매 이전인 2015년 6월 19일서부터 3일간 일본 지역에서 로케 테스트를 하였으며 같은 해 12월 10일에 정식 발매하였다. 2016년 7월 27일에는 차기작인 뮤제카 1+1/2를 발매하였다. 2018년 7월 31일부로 뮤제카 E-어뮤즈먼트 서비스를 종료하면서 오프라인 키트를 발매, 공식적으로 온라인 지원을 끝냈다. 남은 뮤제카 기기들은 오프라인 모드로 전환되었고 대부분 기기들이 비시바시 채널 게임기로 개조되었다.

## 개요
리듬 게임과 일러스트 게임의 융합을 컨셉으로 하고 있으며, 플레이어는 낯선 세계에 떨어진 탐색자가 특수한 능력을 가진 일러스트 그라피카를 입수, 스토리를 이어나가는 게임이다.

## 게임 시스템
사운드 볼텍스 등의 리듬게임처럼 안쪽에서 앞쪽으로 노트들이 날라오는 형태로 내려오며, 이 노트들은 상단 3개, 하단 2개의 돌아갈 수 있는 버튼과 하단의 발판 등 총 6개이다. 판정은 CRITICAL/NEAR/ERROR 3종류이며 ERROR가 뜨면 콤보가 끊긴다. 모든 노트를 CRITICAL 또는 NEAR로 처리하면 CONNECT ALL로 풀콤보가 인정된다. 내려오는 노트의 종류는 다음과 같다.
- 히트 오브젝트 - 노트가 판정라인에 겹치는 타이밍에 버튼을 누른다. 노트 모양은 상단노트는 하늘색, 하단노트는 노란색으로 되어 있다.
- 차지 오브젝트 - 노트가 판정라인에 겹치는 동안 버튼을 길게 계속 누르고 있는다.
- 스핀 오브젝트 - 노트가 판정라인에 겹치는 타이밍에 버튼을 회전한다. 소용돌이 형상으로 스핀 오브젝트임을 알려준다.
- 스톰 오브젝트 - 노트가 판정라인에 겹칠 때 버튼을 세게 돌린다. 처리 시 노트가 튕겨져 나왔다가 부메랑처럼 다시 돌아오는 연출이 나온다.
- 디렉셔널 스핀 오브젝트 - 노트가 판정라인에 겹칠 때 회전을 알려주는 방향대로 버튼을 돌린다. 반대방향으로 돌리면 처리가 되지 않는다.
- 킥 오브젝트 - 노트가 판정라인에 겹칠 때 패달을 누른다.

### 그라피카
그라피카는 뮤제카 게임에서 가장 중요한 요소로, 특수한 능력을 가진 일러스트들을 의미한다. 그려져 있는 그림들은 인간형이 대부분이나 동물, 신, 로봇 등과 같은 다양한 주제의 일러스트들이 있다. 주제와 효과에 따라 총 10가지의 종류로 나눌 수 있다.
뮤제카 게임 내에서는 스토리 미션이나 출석 이벤트 스탬프 채우기 등을 통해 그라피카를 자동으로 입수할 수 있으며, 음악 선택 전에 갈 수 있는 Graf. HOLE이란 곳을 통해 COLORIS를 지불하여 구매할 수도 있다. 뮤제카 1+1/2에서는 해방 미션을 클리어하면 그라피카를 입수할 수 있다.
게임 시작 전까지 3개의 그라피카를 선택하여 플레이할 수 있으며, 각 음악마다 있는 "기프티드 에리어" 내에서 보너스 작화력이 발동된다. 이 영역에 진입하면 자동으로 채보 후방에 그라피카 일러스트가 나타나며, 영역을 빠져나갈 때까지 추가 특수한 능력이 발동된다.
뮤제카에서는 선택한 그라피카의 종류에 따라 클리어 난이도와 플레이시 악보의 효과, 노트당 점수 증가등의 여러 중요한 보상요소가 좌우하므로 중요한 것이라고 할 수 있다. 뮤제카 1+1/2에서는 이러한 요소는 삭제되었고, 해방미션 클리어시 MEDEL 요소 및 고유 스킬만 남게 되었다.

## 시리즈 작품
- MÚSECA (뮤제카) - 2015년 12월 10일 발매
- MÚSECA 1+1/2 (뮤제카 1+1/2) - 2016년 7월 27일 발매